# 까막잡기
까막잡기는 아이들이 하는 놀이로서, 한 명의 아이가 술래가 되어 헝겊으로 자기 눈을 가리고 다른 참여자를 잡는 놀이이다. 까막잡기는 술래잡기와 비슷하다. 소경놀이라고도 한다.

## 같이 보기
- 숨바꼭질
- 가고메카고메